# ステランティス・イタリー
ステランティス・イタリー（Stellantis Italy; 以前の名称はFiat Group Automobiles S.p.A.〈2007年から2014年〉およびFCA Italy S.p.A.〈2014年から2021年〉）は、多国籍自動車メーカー・ステランティスのイタリア子会社である。乗用車と小型商用車の生産を専門とし、本部はイタリア、トリノに置く。

## 歴史
1979年1月、フィアットS.p.A.の自動車生産活動が新子会社「フィアット・アウト（Fiat Auto）S.p.A.」として独立した。これは、フィアット内で進行中の分散化プロセスの一部であったヴィットリオ・ギデッラがCEOに任命された。
2007年2月1日にフィアット・アウトS.p.A.から「フィアット・グループ・オートモービルズ（Fiat Group Automobiles）S.p.A.」が作られた。
同時に、フィアット・アウトの4部門（フィアット、アルファロメオ、ランチア、フィアット・ヴェイーコリ・コンメルチャーリ）はフィアット・グループ・オートモービルズが100%の支配権を持つ4つの株式会社（S.p.A.）となった。それぞれの部門の元ブランドディレクター新会社のCEOとなり、従業員および生産施設はフィアット・グループ・オートモービルズの下に残った。
それと同時に、アバルトブランドはAbarth & C. S.p.A.（フィアット・グループ・オートモービルズが100%所有する5つ目の会社）として再生された。
2014年12月15日、フィアット・グループ・オートモービルズS.p.A. は名称を「FCAイタリーS.p.A.」に変更した。この改称は翌日に記者発表された。
マセラティとフェラーリはFCAイタリーの支配下には置かれていない。マセラティはステランティスによって直接所有され、フェラーリは2015年にFCAから分離した。
2021年1月16日、フィアット・クライスラー・オートモービルズとグループPSAの経営が合併してステランティスが形成された。FCAイタリーはステランティス・イタリー（Stellantis Italy）に改称された。

## 主な子会社
- アバルト
- アルファロメオ
- フィアット
  - フィアット・プロフェッショナル
- ランチア